# 일반몸날신경섬유
일반몸날신경섬유(general somatic efferent fibers, GSE; somatomotor fibers, somatic motor fibers)는 척수 안의 회백질 배쪽 뿔에 있는 운동 신경 세포의 세포체에서 발생한다. 신경근 접합부를 통해 골격근에 운동 자극을 전달하면서 척수신경 뒤뿌리를 통해 척수를 빠져 나온다.
일반몸날신경섬유를 나르는 신경 세포에는 하위 유형이 있다.
- 알파 운동 신경 세포(α)는 방추바깥근육섬유를 표적으로 한다.
- 감마 운동 신경 세포(γ)는 방추속근육섬유를 표적으로 한다.

또한 뇌신경이 바깥눈근육과 혀의 일부 근육에 자체적으로 몸날신경섬유 성분을 보낸다.

## 같이 보기
- 신경 섬유
- 날신경섬유
- 일반내장날신경섬유(GVE)
- 특수내장날신경섬유(SVE)

## 참고 문헌
이 문서는 현재 퍼블릭 도메인에 속하는 그레이 해부학 제20판(1918) page 849의 내용을 기초로 작성된 글이 포함되어 있습니다.
1. ↑  Ross, Muriel D. (April 1969). “The general visceral efferent component of the eighth cranial nerve” (PDF). 《Journal of Comparative Neurology》 135 (4): 453–477. doi:10.1002/cne.901350405. PMID 5768884.